# Bereşti
Berești' er en by i distriktet Dolj i Rumænien. Den ligger i den historiske region Vestmoldavien.
Byen har 2.473 (2021) indbyggere.

## Beliggenhed
Berești ligger i den sydlige del af den moldoviske højslette (Podișul Moldovei)'. Distriktets hovedstad Galați ligger ca. 75 km mod syd og Moldovas grænse 15 km mod øst.

## Historie
Landsbyen blev første gang dokumenteret i 1484. I 1929 begyndte lederen af den radikale højrefløjsbevægelse Jerngarden, Corneliu Zelea Codreanu, sin offentlige og direkte agitation her. I 1968 blev Berești udnævnt til by.
De vigtigste erhverv er landbrug og fødevareforarbejdning.